# Hrabstwo Madison (Floryda)
Madison – hrabstwo w stanie Floryda, w USA. Jego siedzibą administracyjną jest Madison.
Powierzchnia hrabstwa to 1854 km² (w tym 62 km² stanowią wody). 

## Miejscowości
- Greenville
- Lee
- Madison

## Sąsiednie hrabstwa
- Hrabstwo Brooks, Georgia – północ
- Hrabstwo Lowndes, Georgia – północny wschód
- Hrabstwo Hamilton – wschód
- Hrabstwo Suwannee – południowy wschód
- Hrabstwo Lafayette – południowy wschód
- Hrabstwo Taylor – południowy zachód
- Hrabstwo Jefferson – zachód

## Demografia
Według spisu z 2020 roku liczy 17 968 mieszkańców, co oznacza spadek o 6,5% w porównaniu z poprzednim spisem z roku 2010. Według danych pięcioletnich z 2022 roku 60,9% to biali (55,1% nie licząc Latynosów), 35,9% czarnoskórzy lub Afroamerykanie, 1,8% miało rasę mieszaną, 0,9% to rdzenna ludność Ameryki i 0,5% Azjaci. Latynosi stanowili 6,8% populacji hrabstwa.

## Polityka
Od XXI wieku hrabstwo jest przeważająco republikańskie. W wyborach prezydenckich w 2020 roku, 59,4% głosów otrzymał Donald Trump i 39,9% przypadło dla Joe Bidena. 